# ليو فيشل
ليو فيشل (بالإنجليزية: Leo Fishel)‏ هو محامي أمريكي، ولد في 13 ديسمبر 1877 في بابيلون في الولايات المتحدة، وتوفي في 19 مايو 1960 في هيمبستيد في الولايات المتحدة.

## وصلات خارجية
- ليو فيشل على موقعبيزبول رفرنس.كوم (الدوري الرئيسي) (الإنجليزية)
- ليو فيشل على موقعبيزبول رفرنس.كوم (الدوري الثانوي) (الإنجليزية)
- ليو فيشل على موقع جمعية أبحاث البيسبول الأمريكية (الإنجليزية)